# Goruševnjak
Goruševnjak is een plaats in de gemeente Vinica in de Kroatische provincie Varaždin. De plaats telt 79 inwoners (2001).